# Alberto Santoni
Alberto Santoni (Roma, 27 novembre 1936 – Roma, 25 dicembre 2013) è stato uno storico italiano, particolarmente noto per le sue scoperte e gli studi relativi a Ultra, Enigma e alla crittografia, nonché per la divulgazione e l'insegnamento della storia navale militare.

## Biografia

### Formazione e prime esperienze
In giovane età frequentò i corsi della facoltà di storia all'Università degli Studi di Roma "La Sapienza" e divenne allievo del professor Mariano Gabriele, con il quale ottenne la laurea con una tesi sulla battaglia di Tsushima. Rimase a contatto con gli ambienti universitari in qualità di assistente e, già nel 1959, pubblicò un articolo frutto di un'attenta ricerca documentale e d'archivio (aspetto che doveva rimanere caratteristico di tutta la sua attività storiografica): Le navi da battaglia del secondo conflitto mondiale apparve su un numero della rivista Italia sul Mare e fu seguito l'anno successivo da La flotta giapponese alla vigilia della seconda guerra mondiale. Grazie a questi e altri scritti prese contatti con la Rivista Marittima per la quale, dal 1964, compose decine di articoli. Tra il 1971 e il 1977 fu collaboratore dell'Ufficio Storico della Marina Militare con la qualifica di direttore della Sezione documentazione; a lui si deve l'opera di riordino e catalogazione. Nel 1978, in base alla legge Marconi e su iniziativa del Presidente della Repubblica Italiana, Santoni ebbe il grado di tenente di vascello di complemento ad honorem.

### Ultrae l'affermazione
Al contempo egli aveva continuato ad approfondire la storia navale del XX secolo e, tra 1978 e 1980, dette alle stampe un'opera in tre volumi sulla guerra in Asia ed Estremo Oriente. Tuttavia la sua fama e il suo successo sono legati soprattutto alle scoperte su Ultra, nome in codice adoperato dagli Alleati per indicare tutte le informazioni provenienti dalla decrittazione dei messaggi cifrati dalle macchine Enigma e Lorenz. Santoni scovò in un fondo del Public Record Office di Londra le decrittazioni di centinaia di comunicazioni italiane relative alle principali azioni aeronavali nel Mediterraneo. Forte di questa nuova documentazione, negli anni ottanta Santoni pubblicò Il vero traditore (1981) e Guerra segreta sugli oceani (1984): i volumi smontarono definitivamente il mito dei traditori in seno alla Regia Marina, che avrebbero provocato i disastri navali italiani tra 1940 e 1943, e anzi palesarono i limiti della crittografia italiana dell'epoca, ritenuta invece impenetrabile dai sostenitori della rete interna di spie (come Antonino Trizzino). La prospettiva sull'intero andamento ed esito della guerra nel Mediterraneo, perciò, si arricchì di una nuova dimensione e dovette essere ricalibrata, oltre a divenire più completa. Nel 1985 comparve inoltre Il primo Ultra secret, con il quale Santoni si occupò del peso dell'intelligence e dell'intercettazione nel corso della prima guerra mondiale. Il vero traditore ebbe notevole influenza storiografica e nel 1985 fu pubblicato in Germania dalla Bernard & Gräfe di Coblenza con il titolo Ultra siegt in Mittelmeer – "Ultra vince nel Mediterraneo".
Sempre nel 1985 Santoni vinse il concorso per il posto di professore associato all'Università di Pisa nella facoltà di lettere e filosofia, dipartimento di storia moderna e contemporanea. Inaugurò il primo corso di storia navale dell'ateneo, negli anni divenuto di storia militare, e mantenne la cattedra fino al 2000: fu un periodo nel quale la sua fama di storico obiettivo e preparato si consolidò in Italia e pure all'estero, ospite di oltre ottanta congressi storiografici, compresi due all'United States Naval Academy di Annapolis. Dal biennio 1991-1992 Santoni fu altresì incaricato di insegnare storia navale per i corsi di stato maggiore, presso l'Accademia della Marina a Livorno; infatti i suoi contatti con il mondo militare non si erano mai interrotti proprio grazie all'attività storiografica sulla storia militare italiana nel secondo conflitto mondiale. Il mandato presso l'Accademia fu lo spunto per comporre opere importanti di carattere generale, della cui carenza Santoni era consapevole, per fornire allievi e studenti di strumenti adeguati. Già nel 1987 era stato pubblicato Da Lissa alle Falkland, cui seguirono Da Lepanto ad Hampton Roads (1990), Storia e politica navale dell'ultimo cinquantennio (1995), Storia e politica navale dell'età moderna (1998). A fianco degli impegni accademici Santoni fu anche fondatore della Società italiana di storia militare nel 1984, della quale assunse la vicepresidenza nel 2004.

### Ultimi anni
Abbandonato l'insegnamento universitario, Santoni proseguì le intense ricerche d'archivio e la partecipazione a convegni e incontri: in quello di Biella del 2005 tenne un efficace intervento sulla natura e le finalità dell'intelligence, definendola componente principale della difesa. Continuò altresì la pubblicazione di articoli, saggi e libri; il più notevole è ULTRA intelligence e macchine ENIGMA nella guerra di Spagna, 1936-1939, uscito nel 2010. In anni non specificati dalle fonti entrò a far parte della Commissione italiana di Storia militare e del Comitato consultivo dell'Ufficio storico della Marina.
Alberto Santoni si spense il 25 dicembre 2013 a 77 anni a casa sua, a Roma. Le esequie si svolsero il 27 dicembre nella Chiesa di Santa Francesca Cabrini.

## Opere
Dati e titoli tratti da: 

### Libri
- Storia generale della guerra in Asia e nel Pacifico. Volume I: il Giappone all'attacco, Stem Mucchi, Modena, 1977 [1994 Libreria del Lungarno (Pisa), 2011 Libreria Ares (Roma)].
- Storia generale della guerra in Asia e nel Pacifico. Volume II: il riflusso della marea, Stem Mucchi, 1978 [1994, 2011].
- Storia generale della guerra in Asia e nel Pacifico. Volume III: la vittoria alleata, Stem Mucchi, 1979 [1994, 2011].
- La partecipazione tedesca alla guerra aeronavale nel Mediterraneo (1940-1945), Edizioni dell'Ateneo & Bizzarri, Roma, 1980 (in collaborazione con Francesco Mattesini).
- Il vero traditore: il ruolo documentato di ULTRA nella guerra del Mediterraneo, Mursia, Milano, 1981.
- La seconda battaglia navale della Sirte, Dell'Ateneo, Roma, 1982.
- Le operazioni in Sicilia e in Calabria (luglio-settembre 1943), Ufficio storico dello stato maggiore dell'Esercito, Roma, 1983 [1989].
- Guerra segreta sugli oceani: l'ULTRA britannico e i corsari tedeschi, Mursia, Milano, 1984.
- Il primo Ultra Secret: l'influenza delle decrittazioni britanniche nelle operazioni navali della guerra 1914-1918, Mursia, Milano, 1985.
- La battaglia di Tsushima, Dell'Ateneo, Roma, 1985.
- Da Lissa alle Falkland, Mursia, Milano, 1987.
- Da Lepanto ad Hampton Roads, Mursia, Milano, 1990 [2006].
- Storia e politica navale dell'età contemporanea, Ufficio storico dello stato maggiore della Marina, Roma, 1993.
- Storia e politica navale dell'ultimo cinquantennio, Ufficio storico dello stato maggiore della Marina, Roma, 1995.
- Storia e politica navale dell'età moderna, Ufficio storico dello stato maggiore della Marina, Roma, 1998.
- ULTRA intelligence e macchine ENIGMA nella guerra di Spagna, 1936-1939, Mursia, Milano, 2010.

### Articoli
- Le navi da battaglia nel secondo conflitto mondiale, in Italia sul Mare, novembre 1959 e gennaio 1960.
- La flotta giapponese alla vigilia della seconda guerra mondiale, in Italia sul Mare, marzo 1960.
- La guerra ispano-americana, in Rivista Marittima, ottobre 1964.
- La questione dell'Altmark, in Rivista Marittima, ottobre 1965.
- La missione della corazzata Tirpitz nelle acque norvegesi, in Rivista  Marittima, aprile 1966.
- La guerra anglo-olandese per l'Atto di Navigazione del 1652, in Mare, settembre 1967.
- La crociera corsara dello Scharnhorst e del Gneisenau, in Rivista Marittima, febbraio 1968.
- I giapponesi nelle Indie anglo-olandesi e la battaglia del Mar di Giava, in Storia Militare, febbraio 1970.
- La battaglia di Midway, in Storia Militare, gennaio-giugno 1971.
- I bombardamenti strategici americani contro il Giappone, in Rivista Marittima, maggio 1971.
- La guerra del 1859 e la spedizione dei Mille nei rapporti dei consoli statunitensi, in Rivista Marittima, novembre 1971.
- La campagna di Guadalcanal, in Rivista Marittima, settembre e ottobre 1972.
- La battaglia aeronavale di Leyte, in Rivista Marittima, novembre 1973.
- Come si giunse a Hiroshima. Analisi critica di una decisione storica, in Rivista Marittima, febbraio 1976.
- Una pagina poco conosciuta della storia navale americana: la guerra contro il Dey di Tripoli, in Rivista Marittima, giugno 1976.
- Una pagina poco conosciuta della guerra nel Pacifico: le incursioni giapponesi sul territorio americano, in Rivista Aeronautica, maggio-giugno 1976.
- I corpi suicidi giapponesi, in Rivista Marittima, ottobre 1976.
- Gli incrociatori italiani in guerra nell'Atlantico, in Storia Modellismo, aprile 1978.
- L'operazione Shingle: lo sbarco ad Anzio, in Storia Modellismo, gennaio e febbraio 1979.
- La crociera della Bismarck, in Storia Modellismo, aprile 1979.
- I musei militari londinesi, in Storia Modellismo, luglio-ottobre 1979.
- L'affondamento della Prince of Wales e del Repulse, in Storia Modellismo, ottobre 1979.
- Pearl Harbor ieri e oggi, "Storia Modellismo", gennaio 1980.
- Pearl Harbor trentanove anni dopo, in Rivista Marittima, aprile 1980.
- L'azione dei Commandos britannici contro l'isola di Castelrosso dai documenti inediti italiani e inglesi, in Rivista Marittima, marzo 1980.
- Il servizio informativo inglese nel Mediterraneo alla vigilia delle ostilità, secondo documenti inediti britannici, in Rivista Marittima, ottobre 1980.
- L'uso di ULTRA nel Mediterraneo da un documento inedito della centrale crittografi della RAF, in Rivista Aeronautica, gennaio 1981.
- Il duello tra le risorse informative italo-tedesche e l'ULTRA britannico durante la guerra del Mediterraneo, in Memorie Storiche Militari, Ufficio storico dello stato maggiore dell'Esercito, Roma, 1982.
- Der Einfluss von ULTRA auf den Krieg im Mittelmeer, in Marine Rundschau, settembre 1981.
- Nuove rivelazioni dell'intelligence britannico sulle trattative per la flotta italiana nel 1940-1941, in Storia Illustrata, agosto e settembre 1982.
- L'influenza di ULTRA nelle operazioni navali nel Mediterraneo, in Rivista italiana difesa, settembre-ottobre 1982.
- Le fonctionnement de l'Alliance germano-italienne dans la guerra aeronavale en Mediterranee 1940-1943, in Les cahiers de Montpellier, n. 6, 1982.
- Nuove rivelazioni sull 'ULTRA Intelligence britannico, in Rivista Italiana Difesa, febbraio 1984.
- Il Duce e la portaerei Italia: studio storico di un problema che si dibatte dagli Anni Venti, in Storia Illustrata, dicembre 1984.
- La guerra nel Mediterraneo: aspetti e momenti dell'attività dei servizi informativi nel 1941, in Analisi storica, n. 3, luglio-dicembre 1984.
- La sorprendente ed ignorata attività crittografica della Marina inglese durante la prima guerra mondiale, in Rivista italiana difesa, n. 5, 1985.
- The first Ultra Secret: the British cryptanalysis in the naval operations of the First World War, Revue Internationale d'histoire militaire, n. 63, 1985.
- Nascita e tramonto del navalismo e dell'imperialismo giapponese: rivisitazione storica e ambientale. Rivista italiana difesa, n. 2, 1987.
- L'ammutinamento del Bounty, in Rivista Marittima, n. 6, 1989.
- Le operazioni contro l'isola di Pelagosa nell'estate del 1915, in Bollettino d'archivio dell'Ufficio storico della Marina Militare, III, settembre 1989.
- L'odissea dell'incrociatore tedesco Königsberg (1914-1915), in Rivista Marittima, n. 4, 1990.
- L'attacco aerosilurante inglese a Taranto, in Rivista italiana difesa, n. 11, 1990.
- Lo scontro di Gaudo e la tragica notte di Matapan, in Rivista italiana difesa, n. 3, 1991.
- Strategia marittima e operazioni navali dell'anno 1940, in Bollettino d'archivio dell'Ufficio storico della Marina Militare, V, marzo 1991.
- Italian Naval Policy 1930-1941, in Revue Internationale d'histoire militaire, n. 73, 1991.
- La battaglia di Matapan, in Bollettino d'archivio dell'Ufficio storico della Marina Militare, V, dicembre 1991.
- Strategie e tattiche aeronavali nella guerra del Pacifico, in Rivista Marittima, n. 2, 1992.
- Giappone, Italia e la globalizzazione del conflitto, in Bollettino dell'Ufficio storico della Marina Militare, VI, dicembre 1992.
- Mezzi d'assalto: le contromisure della Royal Navy, in Panorama Difesa, n. 12, 1993.
- Strategie politiche e militari del fascismo dalla Conferenza di Stresa all'intervento in guerra, in Bollettino d'archivio dell'Ufficio storico della Marina Militare, VIII, marzo 1994.
- L'elettronica e la radiotelemetria nella Regia Marina, in Rivista Marittima, n. 5, 1994.
- La politica delle costruzioni navali del fascismo, in Storia Militare, n. 8, 1994.
- Perché le navi italiane in guerra non colpivano il bersaglio, in Rivista Storica, n. 2, 1994.
- La prima guerra anglo-olandese e i due scontri navali nelle acque di Livorno (1652-1653), in Quaderno 1994 della Società di storia militare, Roma, Gruppo Editoriale Internazionale, 1995.
- La Marina Militare tedesca nel Mediterraneo dopo l'8 settembre 1943, in Rivista Storica, n. 5, 1995.
- Maggio 1915: il caso "Lusitania"; aprile 1917: gli Stati Uniti in guerra, in Rivista Storica, n. 3, 1996.

- Le contrapposte strategie mediterranee alla vigilia del conflitto, in Bollettino d'archivio dell'Ufficio storico della Marina Militare, giugno 1996.
- La riconquista americana delle Aleutine e la battaglia navale delle isole Komandorski, in Rivista Storica, n. 6, 1996.
- The Italian submarine campaign, in The battle of the Atlantic 1939-1945, Naval Institute Press, Annapolis (MA) e Greenhill Books, Londra, 1994.
- Mediterranean naval operations 1914-1918, in The European Powers in the First World War. An encyclopedia, Garland Publishing, New York e Londra, 1996.
- Room 40, in The European Powers in the First World War. An encyclopedia, Garland Publishing, New York e Londra, 1996.
- Montevideo, dicembre 1939. La crociera dell'Admiral Graf von Spee e il suo discusso epilogo nelle acque del Rio della Plata, in Storia Militare, n. 12, 1996.
- Aspetti navali della questione d'Oriente (1820-1856), in Rivista Marittima, n. 12, 1997.
- Cenni storici sulle origini dell'Accademia Navale, in L'Accademia Navale di Livorno. Storia e attualità. Primula Multimedia, Pisa, 1997.
- ULTRA e l'armistizio, il controllo dell'ULTRA Intelligence sull'esecuzione dell'armistizio italiano e sulla sorte della flotta, in Storia Militare, n. 1, 1998.
- La Marina tedesca da Versailles ad Hitler, in Rivista Marittima, n. 7, 1998.
- La criptoanalisi anglo-americana nella guerra del Pacifico, in Storia Militare, n. 10, 1998.
- Considerazioni dell'intelligence inglese sull'Italia in guerra, in Rivista italiana difesa, n. l0, 1998.
- La caduta di Pantelleria e Lampedusa nel giugno 1943, in Rivista italiana difesa, n. 3, 1999.
- Le valutazioni britanniche d'anteguerra sulle capacità militari dell'Italia e considerazioni postbelliche, in Bollettino d'archivio dell'Ufficio storico della Marina Militare, XIII, giugno 1999.
- Le operazioni subacquee italiane e l'Intelligence inglese, in Storia Militare, n. 9, 1999.
- L'espansionismo della Russia nel XVIII secolo, in Rivista Marittima, n. 12, 1999.
- La discussa crociera oceanica dell'ammiraglio Von Spee, in Rivista Marittima, n. 6, 2000.
- L'attacco a Livorno dei mezzi d'assalto della RSI nella notte del 18 novembre 1944, sulla base di documenti britannici, in Storia Militare, n. 8, 2000.
- La minaccia della corazzata Tirpitz sulle rotte artiche, in Rivista italiana difesa, n. 7, 2000.
- Aspetti navali dell'operazione HUSKY: invasione della Sicilia (luglio-agosto 1943), in Bollettino d'archivio dell'Ufficio storico della Marina Militare, XIV, settembre 2000.
- La Germania in guerra: alcune considerazioni sulla macchina bellica tedesca nel secondo conflitto mondiale, in Storia Militare, n. 1, 2001.
- La guerra russo-giapponese del 1904-1905, in Rivista Marittima, n. 6, 2001.
- Il Giappone in guerra: un'analisi della macchina bellica nipponica nel secondo conflitto mondiale, in Storia Militare, n. 7, 2001.
- La battaglia dell'Isola degli Orsi, in Rivista italiana difesa, n. 10, 2001.
- Dalla Sicilia al continente: le ultime operazioni nell'isola e lo sbarco britannico in Calabria (25 luglio-8 settembre 1943), in Storia Militare, n. 1, 2002.
- L'appoggio costiero della Royal Navy alle operazioni in Africa settentrionale tra il giugno 1940 e l'ottobre 1941, in Rivista Marittima, n. 2, 2002.
- Chariots a Palermo: l'incursione dei mezzi d'assalto subacquei britannici nel porto siciliano del 3 gennaio 1943, in Storia Militare, n. 7, 2002.
- La battaglia di Kursk: il vero turning point sul fronte orientale (5-13 luglio 1943), in Storia Militare, n. 1, 2003.
- La crittografia britannica: storia della sua influenza sulle operazioni navali italiane (1940-1943), in Storia & Battaglie, n. 24, aprile 2003 e n. 25, maggio 2003.
- Il sostegno navale britannico in Mediterraneo nel secondo conflitto mondiale, in Rivista Marittima, n. 6, giugno 2003.
- La nascita dei veicoli corazzati, decisiva rivoluzione nella guerra terrestre, in Rivista italiana difesa, n. 8, agosto 2003.
- Il dramma dell'otto settembre, in Storia & Battaglie, n. 28, settembre 2003.
- L'Intelligence e la "Decima". Le contromisure britanniche nei confronti dei mezzi d'assalto italiani e gli interrogatori degli incursori catturati, sulla base di documenti inediti, in Storia Militare, n. 9, settembre 2003.
- La campagna delle isole Salomone, in Storia & Battaglie, 2 puntate: n. 29, ottobre 2003 e n. 30, novembre 2003.
- L'Intelligence navale italiano dalle rivelazioni di ufficiali della Regia Marina cobelligerante, in Bollettino d'archivio dell'Ufficio storico della Marina Militare, XVII, dicembre 2003.
- La caduta dell'Africa Orientale Italiana, in Rivista Marittima, n. 8, agosto-settembre 2004.
- L'Intelligence e la "Decima" Repubblicana, in Storia Militare, n. 133, ottobre 2004.
- L'ULTRA Intelligence e altre fonti informative britanniche sulla Marina della RSI, in Bollettino d'archivio dell'Ufficio storico della Marina Militare, XVIII, settembre 2004.
- Nuove rivelazioni riguardanti i mezzi d'assalto della Regia marina sulla base di inediti documenti degli archivi britannici, in Il secondo Risorgimento d'Italia, XIV, n. 7.
- L'ULTRA Intelligence e la Regia Aeronautica, in Storia Militare, n. 158, novembre 2006.
- Tobruk run, in Storia Militare, n. 162, marzo 2007.
- L'ULTRA vola in alto, in Storia Militare, n. 166, luglio 2007.
- L 'Intelligence britannica negli Anni Trenta, in Storia Militare, n. 177, giugno 2008 e n. 178, luglio 2008.
- I segreti di Bletchley Park e i successi dell'Ultra Intelligence, in Nuova storia contemporanea, n. 5, settembre-ottobre 2008.
- L'attacco al convoglio Duisburg, in Storia Militare, n. 207, dicembre 2010.
- La reazione della Royal Navy al Blocco Continentale e la battaglia navale di Lissa del 13 marzo 1811, in Quaderno Sism 2011: le Armi di San Marco, Roma, 2012.
- Egeo, maggio 1941, Storia Militare, n. 218, novembre 2011.
- La battaglia di capo Spada, in Rivista Marittima, n. 6, giugno 2012.
- La prima battaglia aerea d'Inghilterra (1914-1918), in Storia Militare, nn. 227-228, agosto e settembre 2012.
- Il bombardamento navale di Genova sulla base di documenti britannici, in Rivista Marittima, n. 1, gennaio 2013.
- Raimondo Luraghi e le Marine dell'Ottocento, in Quaderno Sism 2013, Roma, 2013.
- Il volo di Rudolf Hess in Scozia, Storia Militare, n. 240, settembre 2013.